# Alchemilla helenae
Alchemilla helenae es una especie de planta del género Alchemilla, perteneciente a la familia Rosaceae.

## Taxonomía
Alchemilla helenae fue descrita por Serguéi Yuzepchuk en 1954.

## Distribución
Se encuentra en el territorio este de la parte europea de Rusia.